# Crystal Castles

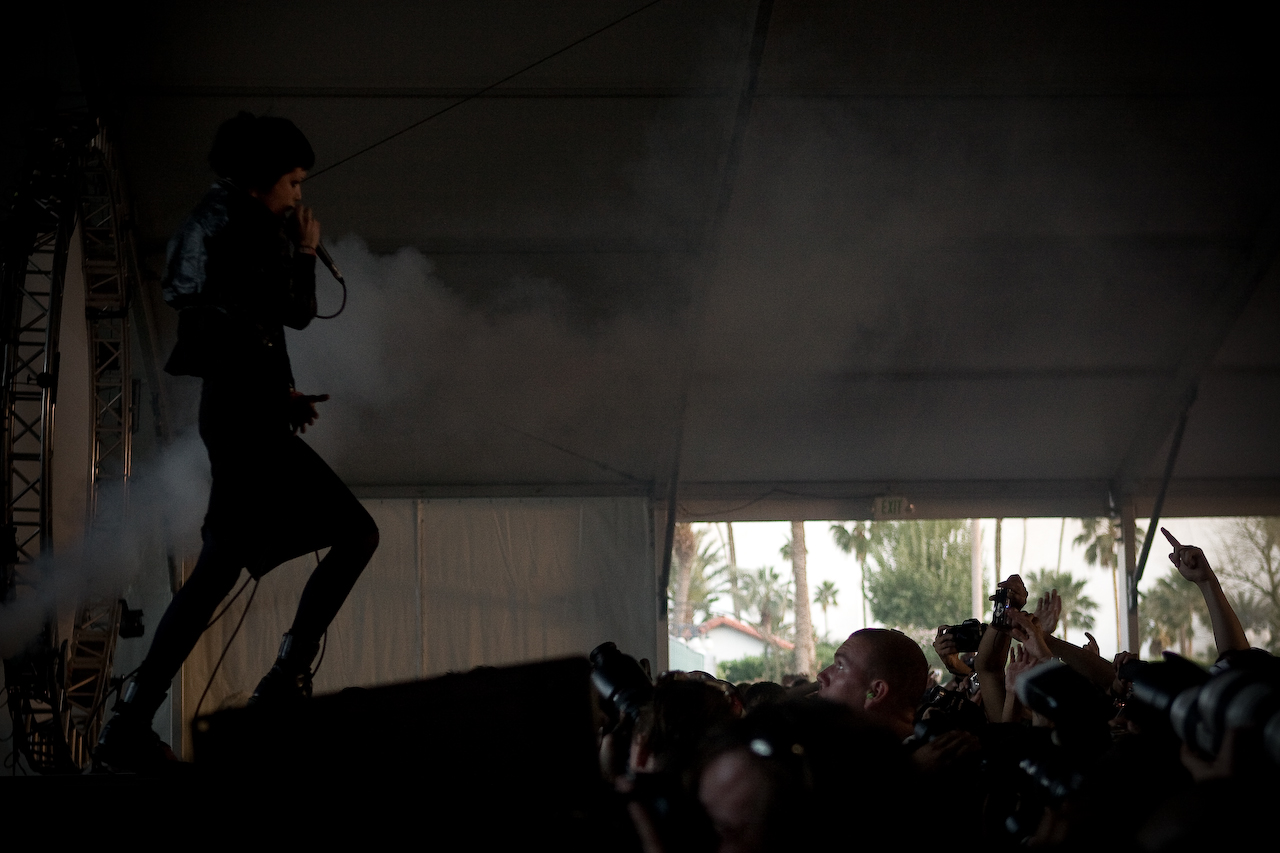
Crystal Castles 2009

Crystal Castles fue un dúo de witch house canadiense formado en 2006 por el productor Ethan Kath y la cantante Alice Glass, que luego dejó la banda y fue reemplazada por Edith Frances. El grupo fue conocido por sus melancólicas producciones caseras y lo-fi, así como por sus caóticos shows en vivo. En 2006 y 2007, el grupo lanzó numerosos singles en vinilo, antes de estrenar cuatro álbumes entre 2008 y 2016
.
Glass, anunció su salida de la banda en octubre de 2014, citando razones personales y profesionales. Tres años más tarde, durante el tour de la banda para respaldar su cuarto álbum, Amnesty (I), Glass acusó a Kath de conducta sexual inapropiada, causando que las fechas restantes del tour fueran canceladas. Desde las fuertes declaraciones de Glass, Crystal Castles ha permanecido inactivo, y sus miembros no han proporcionado novedades ni lanzado material nuevo.

## Historia
Su nombre viene de un comercial del castillo de She-Ra en el que decía "El castillo de cristal es la fuente de todo poder". Se formaron en 2004 por iniciativa del programador Ethan Kath, cuando este descubrió a Alice en un estudio mientras ella grababa para una banda punk. Ethan había encontrado el ingrediente que faltaba en su proyecto. Ethan le dio a Alice 60 pistas instrumentales para poder crear una letra y posteriormente grabar algo. En 2005 Alice grabó varias de estas pistas y así surgió "Alice Practice", el primer sencillo, el cual fue grabado por el ingeniero y se convirtió en el primer éxito de la banda. El sencillo tuvo una edición limitada en vinilo 7" en London's Merok Records, la cual tardó tres días en acabarse.
Varios sencillos más vinieron en ediciones limitadas en vinilo 7" hasta que salió el disco homónimo. La revista NME los calificó con el N°39 en el "Top 50 álbumes más grandes de la Década"

### Crystal castles "II"
El segundo álbum de la banda, también titulado Crystal Castles, pero conocido como "Crystal Castles II", fue lanzado el 24 de mayo de 2010. En abril de 2010 una mezcla de principios del álbum se filtró y, sin ningún sello discográfico, la promoción de la fuga alcanzó el puesto #1 en varias listas de música electrónica en todo el mundo.
El álbum fue producido por Ethan Kath en varios lugares, incluyendo una iglesia en Islandia, una cabaña construida por ellos mismos al norte de Ontario, un garaje abandonado de tiendas de conveniencia en Detroit, Míchigan, y dos canciones grabadas en el estudio londinense de Pablo "Phones" ("teléfonos") Epworth.

El 21 de febrero de 2012 en colaboración con Vs. Magazine, lanzaron el video de la canción «Suffocation» correspondiente a su segundo álbum de estudio Crystal Castles II el cual fue dirigido por Ethan y rodado en las ruinas de una mansión abandonada en Nueva York.

### Crystal castles (III)
En marzo de 2012, Crystal Castles anunció su traslado a Varsovia para comenzar la grabación de su tercer álbum. Un vídeo de un fan asistente a un show de la banda fue subido a YouTube, cuenta con la primera aparición de la nueva canción "Plague", que semanas más tarde fue liberado como primer sencillo del álbum el 25 de julio.
El 26 de septiembre, la banda lanzó una segunda pista, "Wrath of god" siendo el segundo sencillo.
El álbum (III) fue lanzado el 7 de noviembre de 2012. "Sad Eyes" fue tercer sencillo del álbum, lanzado en enero del 2013. 
"Affection" fue lanzado como el cuarto y último sencillo en abril de 2013. 
El sello estadounidense de la banda prometió un quinto sencillo que sería "Telepath", para lanzarlo a finales de 2013, pero esto no se materializó debido a que la etiqueta perdido el contacto con los miembros de la banda.
La carátula del álbum es originalmente una fotografía ganadora del concurso "World Press Photo", del fotógrafo español Samuel Aranda, quien retrató a una madre abrazando a su hijo en una mezquita en Yemen, que había sido alcanzado por gases lacrimógenos. Alice Glass, la entonces vocalista le gustó tanto la foto, que compraron los derechos a su autor y la reeditaron en un tono azul. La imagen fue usada además de portada, para el merchandising de la banda y se proyectó en pantallas led durante sus conciertos.

### Amnesty (I)
En julio de 2015, luego de que se creyó que la banda estaba disuelta por completo, Kath liberó un par de pistas nuevas, tituladas Frail y Deicide, con las cuales dio a conocer que Crystal Castles continuaba con nueva vocalista y planes de un nuevo álbum.
A mediados del 2016, luego de tantas especulaciones,  el esperado cuarto álbum se confirmó revelando que no seguiría la cronología de sus antecesores titulándose "Amnesty (I)". Días más tarde se publicó un nuevo track del álbum llamado Concrete el cual venía acompañado de un videoclip mostrando a la nueva vocalista Edith Frances interpretando dicha canción y un vídeo teaser promocional del álbum con fragmentos de Femen y "Teach her how to hunt" dando señales de que el nuevo material sería lanzado en agosto del año en curso.
El nuevo álbum de Crystal Castles se filtró días antes de su lanzamiento oficial que fue el 19 de agosto de 2016. Este álbum cuenta con la participación de Edith Frances, nueva voz de Crystal Castles y autora principal de las pistas más potentes del álbum. "Fleece", "Enth" y "Concrete".

## Giras
Crystal Castles han encabezado numerosas giras en los EE. UU., Europa, Japón y Australia. Ellos han tocado en muchos festivales como el Festival Oxegen de Irlanda en 2009 y 2011, All Points West Festival en 2009 en Nueva Jersey, Coachella Valley Music Festival y el 2009 y 2011 en Indio, California, así como el Open'er Festival Heineken 2009 en Gdynia, Polonia y los festivales de Reading & Leeds en Inglaterra, agosto de 2007, 2008, 2009 y 2010 y también encabezó una gira de la revista Vice todo el Reino Unido en noviembre de 2007.
En mayo de 2008, Crystal Castles encabezó la gira ¨NME New noise¨ en el Reino Unido.
Crystal Castles actuó en el Festival de Glastonbury en junio de 2008, donde las travesuras en el escenario de glass, que incluyó su escalada a una torre del escenario y en constante vaivén , llevaron a los organizadores a cortar su presentación. Crystal Castles se fueron de gira con Nine Inch Nails en tres fechas en agosto de 2008.
Crystal Castles también tocaron en varios festivales de verano en Europa, incluyendo el Reading and leeds festival de Inglaterra. Se esperaba que volvieran al Reino Unido en septiembre de 2008 para una gira, pero las fechas se retrasaron debido a los compromisos de grabación. La banda también tocó en ¨Connect¨ de 2008 y en octubre en el festival Iceland Airwaves.  Pasadas las fechas de halloween En un concierto en Los Ángeles, Alice Glass destrozo un juego de batería, lo que causó la intervención del personal de seguridad y organizadores del evento para detenerla causando una pelea a poco más de la mitad del show. Hay registro de aquel incidente en vídeos subidos a YouTube donde se ve a una enfurecida y molesta Alice desarmando, pateando y lanzando al público eufórico partes de la batería.
Apoyaron la falta de definición en el primero de dos conciertos de regreso en Hyde Park, Londres, en julio de 2009. También tocaron en Bonnaroo Music y en el Festival de las Artes en Mánchester, Tennessee el viernes 12 de junio de 2009.
Crystal Castles también tocó en la fase de NME de Reading y Leeds Festival 2010, el Obelisco Arena del Festival Latitud 2010, Glastonbury 2010, Rockness 2010, Festival Pohoda en Trenčín, Eslovaquia, Festival Exit en Novi Sad, Serbia, Emmabodafestivalen en Emmaboda, Suecia, en el programa "New Music We Trust stage" de la Radio 1 Big One en Bangor, Gales del Norte mayo de 2010 y Estrella Levante SOS 4.8 (mayo de 2010) en Murcia, España. Crystal Castles hizo una larga y completa gira por el Reino Unido en noviembre de 2010.
Crystal Castles se presentó por primera vez en Bogotá, Colombia el 17 de septiembre con un excelente show en tarima para los capitalinos amantes de la música de la banda canadiense. 
Crystal Castles en Helsinki, Finlandia, en junio de 2011.
Crystal Castles Hard Festival 2010, una gira de verano en Oakland, State Park Los Ángeles, Denver, Austin, Chicago, Toronto, Montreal, Boston, Filadelfia, Washington D. C., Nueva York, Baltimore y Finlandia. [40]
Crystal Castles toca en el festival Big Day Out de Australia en 2011 y Bestival 2011, junto a The Cure, cuyo vocalista Robert Smith contribuyó a Crystal Castles en una nueva versión de "Not in Love".
Crystal Castles también participó en el NME Awards Tour en febrero de 2011, junto a otras bandas. 
El 20 de enero de 2011, Alice puso presión sobre una lesión que tenía en el pie, hecha anteriormente durante una presentación en Tokio en noviembre de 2010, causando que el tobillo se rompa. La lesión obligó a Alice para realizar algunos shows en muletas a pesar de que debía guardar reposo absoluto por al menos 3 meses.
A partir del 12 de mayo en el Fluxx en San Diego Alice se vio totalmente recuperada de la lesión en el tobillo.
Crystal Castles fueron la banda que encabezó el Festival Ultra Music de 25 a 27 de marzo de 2011 en Miami. También encabezaron el festival de música danesa NorthSide festival en Aarhus jun. 11 a 12. Crystal Castles también tocó en la última noche de Oxegen 2011, en Irlanda en el Heineken green apheres stage.
Crystal Castles encabezó Moogfest en Asheville, Carolina del Norte el 29 de octubre de 2011.
La banda se presentó en el escenario principal de Reading y Leeds Festival 2012. También apareció en Electric Picnic 2012 en Irlanda y el Parklife Weekender en Manchester. El 16 de julio de 2012.
Crystal Castles hizo una gira por América del Norte en el otoño de 2012 con antiguos colaboradores HEALTH. En el The delta machine tour con Depeche Mode, el grupo actuó como telonero en Phoenix, Los Ángeles, Mountain View, Santa Bárbara, San Diego, Dallas y Houston.
Crystal Castles se presentó por última vez para el público Colombiano en el 2013 repitiendo como escenario la ciudad de Bogotá para el Festival Estéreo Picnic reconocido a nivel nacional e internacional ya que ha contado con la visita de grandes artistas mundiales de diversos géneros musicales. Además de contar con la participación de la banda en Lollapalooza Chile y Lollapalooza Brasil.

## Disputas de derechos de autor
A mediados de 2008, Crystal Castles estuvieron involucrados en dos controversias. Pitchfork Media y el blog Torontoist publicaron historias sobre el uso de Crystal Castles de la obra de Trevor Brown sin su permiso, aunque la banda más tarde proporcionó imágenes de un intercambio de correo electrónico, donde había sido realmente dado permiso. La imagen, que representa a la cantante Madonna con un ojo negro, fue utilizado como logo de la banda. El problema se resolvió después de que la banda compró los derechos para utilizar la imagen de Brown.
En uno de los primeros demos inéditos de Kath, su discográfica descubrió la pista y lo subió a la página de la etiqueta MySpace sin el permiso de Kath, y sin crédito de la canción en la muestra inicial. La pista, "Insectica (CC vs Lo-Bat Version)", utiliza clips de una canción de Lo-bat llamado "My Little Droid Needs a Hand", publicado bajo una licencia de Creative Commons. Otra canción llamada "Love and caring" contiene samples del bombo y la caja de ritmo de "Sunday" canción de Covox.

## Salida de Alice Glass
En octubre de 2014, a través de un mensaje de Facebook, Alice Glass anunció que se iba de Crystal Castles. La declaración decía:
"Mi arte y mi auto-expresión en cualquier forma siempre ha sido un intento hacia la sinceridad, la honestidad y la empatía para los demás. Por una multitud de razones tanto profesionales como personales ya no siento que esto sea posible dentro de Crystal Castles. Aunque se trata del final de la banda, espero que mis fanes me abracen como solista de la misma manera que me han abrazado en Crystal Castles".
Inmediatamente después de este comunicado, el gerente de Crystal Castles informó de que la banda continuaría.

## Miembros
- Ethan Kath - Turntablism, teclados, samplers, sintetizador, programación (2003-2017)
- Edith Frances  – voz (2015-2017)
- Christopher Chartrand – batería (2006-2017)

### Otros miembros
- Alice Glass, voz (2006-2014)

En directo y a la batería, se han hecho servir de:
- Cameron Findlay, 2007 - 2008;
- Michael Bell, 2008;
- Tom Cullen, 2009.

## Discografía

### Álbumes de estudio
- 2008: Crystal Castles
- 2010: Crystal Castles II
- 2012: III
- 2016: Amnesty I

### Sencillos
| Año  | Título                                 | Posición | Posición | Posición  | Posición  | Posición | Posición | Posición | Álbum                |
| Año  | Título                                 | CAN Alt  | AUS      | BEL (FLA) | BEL (WAL) | DEN      | UK       | UK Ind   | Álbum                |
| ---- | -------------------------------------- | -------- | -------- | --------- | --------- | -------- | -------- | -------- | -------------------- |
| 2006 | "Alice Practice"                       | —        | —        | —         | —         | —        | —        | —        | Crystal Castles      |
| 2006 | "Crimewave"                            | —        | —        | —         | —         | —        | —        | 17       | Crystal Castles      |
| 2008 | "Air War"                              | —        | —        | —         | —         | —        | —        | —        | Crystal Castles      |
| 2008 | "Courtship Dating"                     | —        | —        | —         | —         | —        | —        | —        | Crystal Castles      |
| 2010 | "Celestica"                            | —        | —        | —         | —         | —        | —        | —        | Crystal Castles (II) |
| 2010 | "Baptism"                              | —        | —        | —         | —         | —        | 102      | —        | Crystal Castles (II) |
| 2010 | "Not in Love" (featuring Robert Smith) | 18       | 92       | 53        | 93        | 31       | 54       | —        | Crystal Castles (II) |
| 2012 | "Plague"                               | —        | —        | —         | —         | —        | —        | —        | (III)                |
| 2012 | "Wrath of God"                         | —        | —        | —         | —         | —        | —        | —        | (III)                |
| 2012 | "Sad eyes"                             | —        | —        | —         | —         | —        | —        | —        | (III)                |
| 2013 | "Affection"                            | —        | —        | —         | —         | —        | —        |          | (III)                |
| 2015 | "Frail"                                | —        | —        | —         | —         | —        | —        | —        | Amnesty (I)          |
| 2015 | "Deicide"                              | —        | —        | —         | —         | —        | —        | —        | —                    |
| 2016 | "Concrete"                             | —        | —        | —         | —         | —        | —        | —        | Amnesty (I)          |
| 2016 | "Char"                                 | —        | —        | —         | —         | —        | —        | —        | Amnesty (I)          |
| 2016 | "Fleece"                               | —        | —        | —         | —         | —        | —        | —        | Amnesty (I)          |

### Vídeos musicales
- 2008: "Courtship Dating".
- 2008: "Crimewave".
- 2008: "Knights".
- 2008: "Air War".
- 2010: "Baptism".
- 2010: "Celestica".
- 2012: "Suffocation".
- 2013: "Sad Eyes".
- 2013: Affection.
- 2013 : "Violent Youth"
- 2016 : "Frail"
- 2016 : "Deicide"
- 2016 : "Concrete"

### EP
- 2006: Alice Practice EP.
- 2007: Air War EP.
- 2008: Vanished EP.
- 2010: Doe Deer EP.
- 2013: Affection EP.

### Remixes
- GoodBooks "Leni" (2006)
- Klaxons "Atlantis to Interzone" (2006)
- The Little Ones "Lovers Who Uncover" (2006)
- The Whip "Divebomb" (2007)
- Uffie "Make It Hot" (2007)
- Bloc Party "Hunting For Witches" (2007)
- Switches "Lay Down the Law" (2007)
- Sohodolls "Trash the Rental" (2007)
- Liars - "It Fit When I Was A Kid" (2007)
- White Lies "Death" (2009)
- Health "Eat Flesh" (2010)